# Maj 2004

## 1 maja2004
- Polska wraz z 9 innymi państwami (Cyprem, Czechami, Estonią, Litwą, Łotwą, Maltą, Słowacją, Słowenią i Węgrami) przystąpiła do Unii Europejskiej. Obchody rozszerzenia organizacji odbyły się w stolicy Irlandii, do której przybyli przywódcy 25 krajów członkowskich.

## 2 maja2004
- Marek Belka stanął na czele nowego rządu. W nowo powstałym rządzie znalazło się siedmiu ministrów, którzy pozostali na swoich stanowiskach.

## 4 maja2004
- Polska przedstawiła w Dublinie swoje propozycje deklaracji, która podpisana miała zostać wraz z konstytucją Unii Europejskiej. Polskie władze proponowały, by w tekście znalazło się odwołanie do chrześcijańskich korzeni Europy.

## 6 maja2004
- Podczas posiedzenia komitetu założycielskiego Socjaldemokracji Polskiej wybrane zostały nowe władze – przewodniczącym partii został Marek Borowski. Był jedynym kandydatem.

## 14 maja2004
- Sejm nie udzielił wotum zaufania rządowi premiera Marka Belki. Prezydent Aleksander Kwaśniewski przyjął dymisję rządu i powierzył Radzie Ministrów pełnienie obowiązków do czasu wyłonienia nowego gabinetu.

## 16 maja2004
- Jan Paweł II ogłosił sześcioro nowych świętych, między nimi św. Joannę Molla.

## 26 maja2004
- Na Zamku Królewskim w Warszawie rozpoczął się II Kongres Polskiego Forum Strategii Lizbońskiej. Gośćmi honorowymi Kongresu byli Prezydent Aleksander Kwaśniewski, Kanclerz Niemiec Gerhard Schröder, Marszałek Sejmu Józef Oleksy i komisarz Unii Europejskiej Danuta Hübner.